# Copa Audi 2019
La sexta edición de la Copa Audi se disputó en el estadio Allianz Arena de Múnich, Alemania, entre el 30 de julio y el 31 de julio de 2019,
En esta edición participaron el anfitrión, el Bayern Múnich, el Real Madrid, el Tottenham Hotspur y el Fenerbahçe

## Equipos participantes
| País       | Equipo            |
| ---------- | ----------------- |
| Alemania   | Bayern Múnich     |
| España     | Real Madrid       |
| Inglaterra | Tottenham Hotspur |
| Turquía    | Fenerbahçe        |

## Cuadro
|  | Semifinales       | Semifinales   |       |             | Final             | Final       |  |
|  | 30 de julio       | 30 de julio   |       |             | 31 de julio       | 31 de julio |  |
|  |                   |               |       |             |                   |             |  |
|  |                   |               |       |             |                   |             |  |
|  | Real Madrid       | 0             |       |             |                   |             |  |
|  | Tottenham Hotspur | 1             |       |             |                   |             |  |
|  |                   |               |       |             |                   |             |  |
|  |                   |               |       |             | 31 de julio       |             |  |
|  |                   |               |       |             | Tottenham Hotspur | 2 (6)       |  |
|  |                   | Bayern Múnich | 2 (5) |             |                   |             |  |
|  |                   |               |       |             |                   |             |  |
|  |                   |               |       |             |                   |             |  |
|  |                   |               |       |             | Tercer lugar      |             |  |
|  |                   |               |       | 31 de julio |                   |             |  |
|  | Bayern Múnich     | 6             |       | Real Madrid | 5                 |             |  |
|  | Fenerbahçe        | 1             |       |             | Fenerbahçe        | 3           |  |

## Partidos

### Semifinales
| 30 de julio de 2019, 18:00; | Real Madrid | 0:1 (0:1) | Tottenham Hotspur | Allianz Arena, Múnich      |                            |
|                             |             |           | - 22' Kane        | Árbitro(s): Tobias Stieler | Árbitro(s): Tobias Stieler |

| 30 de julio de 2019, 20:30; | Bayern Múnich                                                        | 6:1 (5:0) | Fenerbahçe  | Allianz Arena, Múnich   |                         |
|                             | - Renato Sanches 22' - Goretzka 28' - Müller 30' 43' 58' - Coman 40' |           | - 64' Kruse | Árbitro(s): Felix Brych | Árbitro(s): Felix Brych |

### Tercer lugar
| 31 de julio de 2019, 18:00; | Real Madrid                                     | 5:3 (2:2) | Fenerbahçe                                | Allianz Arena, Múnich       |                             |
|                             | - Benzema 12' 27' 53' - Nacho 62' - Mariano 79' |           | - 5' Garry Mendes - 34' Dirar - 59' Tufan | Árbitro(s): Benjamin Cortus | Árbitro(s): Benjamin Cortus |

### Final
| 31 de julio de 2019, 20:30; | Tottenham Hotspur                                                | 2:2 (1:0) (6:5 p.)         | Bayern Múnich                                                                 | Allianz Arena, Múnich                                       |                                                             |
|                             | - Lamela 19' - Eriksen 59'                                       |                            | - 61' Jann-Fiete - 81' Davies                                                 | Asistencia: 67.000 espectadores Árbitro(s): Robert Hartmann | Asistencia: 67.000 espectadores Árbitro(s): Robert Hartmann |
|                             |                                                                  | Tiros desde el punto penal |                                                                               |                                                             |                                                             |
|                             | - Alderweireld - Eriksen - Kane - Son - Roles - Skipp - Tanganga |                            | - Alaba - Alcántara - Müller - Renato Sanches - Lewandowski - Singh - Boateng |                                                             |                                                             |

| Campeón                     |
| Bandera de Inglaterra       |
| Tottenham Hotspur 1° título |

## Goleadores
| Jugador           | Equipo            | Goles |
| ----------------- | ----------------- | ----- |
| Karim Benzema     | Real Madrid       | 3     |
| Thomas Müller     | Bayern Múnich     | 3     |
| Jann-Fiete Arp    | Bayern Múnich     | 1     |
| Kingsley Coman    | Bayern Múnich     | 1     |
| Alphonso Davies   | Bayern Múnich     | 1     |
| Nabil Dirar       | Fenerbahçe        | 1     |
| Christian Eriksen | Tottenham Hotspur | 1     |
| Leon Goretzka     | Bayern Múnich     | 1     |
| Harry Kane        | Tottenham Hotspur | 1     |
| Max Kruse         | Fenerbahçe        | 1     |
| Erik Lamela       | Tottenham Hotspur | 1     |
| Mariano           | Real Madrid       | 1     |
| Garry Mendes      | Fenerbahçe        | 1     |
| Nacho             | Real Madrid       | 1     |
| Renato Sanches    | Bayern Múnich     | 1     |
| Ozan Tufan        | Fenerbahçe        | 1     |